# 叶平贤
叶平贤（1929年—1995年），男，河南潢川人，中国水雷工程专家，曾任中国人民解放军海军工程学院教授、博士生导师。